# Державний театр опери й балету Удмуртської Республіки
Державний театр опери й балету Удмуртської Республіки (рос. Государственный театр оперы и балета Удмуртской Республики) — державний театр опери й балету у столиці Удмуртії (Росія) місті Іжевську, головна музична сцена країни.

## Загальні дані
Державний театр опери й балету Удмуртської Республіки міститься у спеціально зведеній великій театральній будівлі на центральній площі Іжевська за адресою:
вул. Пушкінська, буд. 221, м. Іжевськ-426000 (Удмуртська Республіка, Росія).
Глядацька зала сконструйована з додержанням акустичних норм і розрахована на 830 місць.
Художній керівник-директор театру — заслужений діяч мистецтв Республіки Удмуртії Олександр Олексійович Галушко.

## З історії театру

### Удмуртський музично-драматичний театр
1958 в Удмуртській АРСР на основі національної драматичної трупи створено Удмуртський музично-драматичний театр. Серед його фундаторів майстри, що зробили значний внесок у культуру країни — композитор Геннадій Корепанов-Камський, диригент Ґлєб Бехтерєв, режисер Александр Асанін, балетмейстер Владімір Нікітін, хормейстер Розита Анкудинова. 
Початок діяльності театра на рубежі 1950—60-х позначений справжнім проривом у національному удмуртському музичному мистецтві. Першими національними виставами, що ввійшли до золотого фонду й класики культури Удмуртії, стали: опера «Наталь» Германа Корепанова, оперета «Любушка», балет «Италмас», опера-балет «Чипчирган» Геннадія Корепанова-Камського. У цих спектаклях відбулося народження однієї з найяскравіших зірок удмуртської сцени — роль Любушки грала майбутня прима театру Євгенія Пахомова. 
Поруч із формуванням національного репертуару в театрі ставлять світову класику — оперети Кальмана, Штрауса, Легара, а також музичні комедії російських композиторів. Від перших сезонів серед творчих лідерів у цьому жанрі В'ячеслав Нисковських, Юлія Єфремова, Маргарита Галасєєва. А 1968 до країни повернулись випускники першої і останньої, удмуртської студії акторів музичного театру при Петербурзької консерваторії — Сергій Кудрявцев, Валерій Дьомін, Геннадій Городилов, Свєтлана Мартьянова, Фаїна Булдакова, і Любов Виноградова, що трохи пізніше закінчила цей виш, склали нове акторське покоління театру.

### Державний музичний театр Удмуртської АРСР
1974 удмуртському драматичному театрові повернули його колишній статус, а Удмуртський музично-драматичний театр перейменували на Державний музичний театр Удмуртської АРСР. Диригент Ерік Розен та режисер Геннадій Веретенников запросили до трупи молодих випускників консерваторій — до Іжевська приїхали Людмила Мініна, Ювиналій Осипов, Людмила та Владімір Нефьодови. Деякий час поділ творчого колективу на дві трупи лишався формальним: одні й ті самі актори грали і в національних спектаклях, і в музичних комедіях — серед них і корифеї сцени Кузьма Ложкін, Іван Протодьяконов, та молоді (на той час) Леонід Романов і Юрій Яковлєв.
Остаточне розділення колективів удмуртського (драматичного) та музичного театрів відбулося 1984 року, із завершенням зведення приміщення театру. Керівники творчого колективу закладу, зокрема диригенти Михайло Виноградов, а потому Леонтій Вольф повернули репертуарну політику театра в бік класичного оперного та балетного репертуару — дебютними в цьому плані стали постановки опери «Євгеній Онєгін» (1986) та балету «Лебедине озеро» (1987).

### Державний театр опери та балету
У наступні сезони репертуар театру поповнився російськими операми Чайковського, Верді, Даргомижського. 
Це зробило цілком закономірним присвоєння театрові 1993 року нового високого статусу, відтак перейменування на Державний театр опери й балету Удмуртської Республіки.    

## Репертуар
У чинному (2009 рік) репертуарі Державного театру опери й балету Удмуртської Республіки:
Опери:
- «Евгений Онегин» П. Чайковського;
- «Травиата» Дж. Верді;
- «Иоланта» П. Чайковського;
- «Севильский цирюльник» Дж. Россіні;
- «Флория Тоска» Дж. Пуччіні;
- «Алеко» С. Рахманінова;
- «Пиковая дама» П. Чайковського;
- «Кармен» Ж. Бізе;
- «Любовный напиток» Г. Доніцетті;
- «Паяцы» Р. Леонкавалло;
- «Сельская честь» П. Масканьї;
- «Норма» В. Белліні;

Балети:
- «Жизель» А. Адан;
- «Анюта» В. Гавриліна;
- «Коппелия» Л. Деліба;
- «Собор парижской Богоматери» Ц. Пуні, Р. Гліера, С. Василенка;
- «Бахчисарайский фонтан» Б. Асаф'єва;
- «Щелкунчик» П. Чайковського;
- «Лебединое озеро» П. Чайковського;
- «Унесённые ветром»;
- «Не ревнуй меня к Бродвею»;
- «Ромео и Джульетта — ХХ век»;
- «Спящая красавица» П. Чайковського.

Оперети, музичні комедії:
- «Бабий бунт» Є. Птичкіна;
- «Летучая мышь» Й. Штрауса;
- «Королева чардаша» І. Кальмана;
- «Марица» І. Кальмана;
- «Дамских дел мастер» В. Ільїна, В. Лукашова;
- «Прекрасная Галатея» Ф. Зуппе;
- «Проделки Ханумы» Г. Канчелі;
- «Весёлая вдова» Ф. Легара
- «Здрасьте, я ваша тётя» О. Фельцмана;
- «Моя жена - лгунья» В. Ільїна, В. Лукашова;
- «Русский секрет» В. Дмитрієва;
- «На краю любви» Н. Шабаліна, В. Шкурихіна.

Вистави для дітей:
- «Кошкин дом» П. Вальдгарда;
- «Золушка» К. Спадавеккіа;
- «Белоснежка и семь гномов» Е. Колмановського;
- «Золотой цыплёнок» В. Улановського;
- «Кот в сапогах» В. Плешака;
- «Маугли» І. Морозова;
- «Свадьба принцессы Авроры» П. Чайковського.

## Виноски
1. ↑  Будівля театру на Офіційна вебсторінка театру (рос.)
2. ↑  Керівництво театру на Офіційна вебсторінка театру [Архівовано 2008-10-05 у Wayback Machine.] (рос.)
3. ↑  Репертуар театру [Архівовано 11 січня 2010 у Wayback Machine.] на Офіційна вебсторінка театру [Архівовано 5 жовтня 2008 у Wayback Machine.] (рос.)